# Def by Temptation
Def by Temptation és una pel·lícula de terror negre estatunidenca del 1990 escrita, produïda i dirigida per James Bond III, que també protagonitza la pel·lícula juntament amb Cynthia Bond, Kadeem Hardison, Samuel L. Jackson i Bill Nunn. Ambientada a Nova York, la trama de la pel·lícula segueix un súcube (Bond) que depreda els homes negres, cridant l'atenció d'un ministre en formació anomenat Joel (Bond III), l'amic de la infància de Joel K. (Hardison) i un oficial de policia (Nunn).

## Trama
Joel, un ministre com el seu pare difunt, va ser criat per la seva àvia religiosa després que els seus pares van morir en un accident de cotxe. El millor amic de la infància de Joel, K, va abandonar la seva educació religiosa i es va traslladar a Nova York per convertir-se en actor.
Joel es desil·lusiona amb el cristianisme i decideix fer un viatge a Nova York per visitar K. Mentre espera l'arribada d'en Joel, K visita un bar i coneix una dona atractiva, que és coneguda pels clients del bar i els cambrers com una "Temptress" inusual que porta un munt d'homes a casa amb ella, però sense que ho sàpiquen, mata els homes després que en K i la Temptress passen la major part de la nit junts al bar. K, que es nega a tornar a casa amb la Temptress, torna a casa a temps per ajudar en Joel a instal·lar-se, salvant-li la vida. K es posa al dia amb en Joel i li parla de la Temptress.
La primera víctima de Temptress és un cambrer faldillerque dorm amb les dones i no les respecta. La seva segona víctima és un home casat anomenat Norman, a qui li ha donat SIDA i a qui li ha colpejat l'esquena. L'esposa de Norman més tard descobreix que havia agafat la sida per dormir amb una altra dona, després li dispara i el mata per enganyar i transferir-li la sida. La seva tercera víctima és un home gai anomenat Jonathan. L'amic de K, Dougy, un agent de policia que s'ocupa de casos sobrenaturals, s'adona de les desaparicions dels homes després de marxar amb la Temptress.
La nit següent, en Joel i en K van al bar. Mentre K va al bany, en Joel es troba amb la Temptress, que fingeix no haver conegut abans en K, deixant en K confós i sospitós. Dougy li diu a K que la dona li dona "vibracions estranyes".
L'endemà al matí, Joel es prepara per sortir a una cita amb la Temptress, que arriba a la casa, encara fingint que no coneix a K. K, frustrat per haver manipulat els seus sentiments, la crida per pretendre-la fins que s'adona que ella no té un reflex al mirall. La Temptress es torna hostil cap a K. Joel i la Temptress se'n van, deixant en K espantat i segur del que ha vist.
Al bar, K li explica a Dougy les seves sospites. En Dougy li diu a K que creu les seves sospites sobre la Temptress. Revisen casos passats en què ha treballat Dougy, mostrant a K els homes que marxen amb la Temptress mai més es tornen a veure. K i Dougy van a veure la senyora Sonya, una endevina que revela que la dona és una súcuba que assassina homes que són infidels i temptats per ella. Aleshores, la Temptress posseeix Sonya i amenaça K i Dougy.
K decideix explicar a Joel la seva reunió anterior amb la Temptress al bar, i que ella no és qui diu que és. Joel es nega a creure les acusacions i K li diu a Joel que torni a casa per la seva seguretat. Aleshores, K truca a l'àvia d'en Joel i li informa de les situacions que s'han produït i li demana que vingui a Nova York per salvar en Joel.
Mentrestant, K i Dougy van al bar on hi ha la Temptress i li diuen al cambrer que li posi aigua beneïda a la seva beguda i que després s'allunyi ràpidament. Temptress té una reacció a la beguda. K i Dougy surten corrents del bar, notant que el cotxe de K ha desaparegut, i Dougy és perseguit per un cotxe, després es posa al seient del darrere d'un altre cotxe, que és conduït pel cambrer, que s'ha convertit en un dimoni. En Dougy és atacat per un altre dimoni al seient del darrere.
Mentrestant, a casa seva, K és absorbit pel seu televisor. La sang i les vísceres exploten de la pantalla, deixant K encallat i cridant dins de la televisió.
Joel visita la casa de la Temptress, on ella el droga. Joel somia amb el seu pare entrant al seu dormitori i veient la Temptress nua al seu llit. Joel, sabent que el seu pare ha mort, es desperta quan la seva àvia entra a l'habitació per ser atacada pel dimoni. Joel agafa una creu i increpa la súcuba, matant-la. Aleshores, en Joel i la seva àvia s'abracen, contents d'haver sobreviscut als atacs.
Més tard, Dougy arriba al bar amb una limusina conduïda per K. Dougy s'asseu al bar, on una dona li encén el cigarret. Citant un suggeriment anterior de la Temptress, es revela que ara és un íncubus. La pel·lícula acaba amb una seqüència de somnis recurrent de Joel corrent pels carrers fumosos de Nova York.

## Repartiment
- James Bond III com a Joel Garth
  - Z. Wright com el jove Joel
- Kadeem Hardison com a K
- Samuel L. Jackson com a ministre Garth
- Bill Nunn com a Dougy
- Cynthia Bond com a Temptress
- Minnie Gentry com a àvia
- Melba Moore com a senyora Sonya
- Najee com ell mateix
- Freddie Jackson com ell mateix
- Steven Van Cleef com a Jonathan
- Sundra Jean Williams com Mrs. Garth
- Michael Michele (debutant) com a Lady #6

## Producció
James Bond III va dirigir Def by Temptation, el seu primer llargmetratge, en quatre setmanes amb un pressupost de 5 milions de dòlars. A diferència d'altres pel·lícules de baix pressupost distribuïdes per Troma Inc., la pel·lícula va emprar actors que eren membres del Sindicat d'Actors de Cinema. Troma inicialment tenia com a objectiu estrenar la pel·lícula durant el Mes de la Història Negra el febrer de 1990 per coincidir amb el llançament de l'àlbum de la banda sonora de la pel·lícula. En canvi, la pel·lícula es va estrenar el 27 d'abril de 1990 a l'American Film Institute Festival Internacional de Cinema de Los Angeles, abans d'estrenar-se als cinemes aquell maig.

## Música
L'any 1990 es va publicar una banda sonora oficial per Orpheus Records.
| Núm.          | Títol                                                                  | Durada |
| ------------- | ---------------------------------------------------------------------- | ------ |
| 1.            | «All Over You» (interpretat per Freddie Jackson)                       | 4:49   |
| 2.            | «Hungry for Me Again» (interpretat per Ashford & Simpson)              | 6:34   |
| 3.            | «In a Sexy Mood» (interpretat per Eric Gable)                          | 4:55   |
| 4.            | «What Makes You Feel That About Me?» (interpretat per Wayne Cockerham) | 3:53   |
| 5.            | «Sex and the Single Man» (interpretat per Slick Love)                  | 4:20   |
| 6.            | «Face to Face» (interpretat per Melba Moore)                           | 4:34   |
| 7.            | «Fool» (interpretat per Paul Laurence)                                 | 4:03   |
| 8.            | «In and Out» (interpretat per Jeral Vickers)                           | 3:39   |
| 9.            | «On a Mission» (interpretat per Dasez Tempo)                           | 3:41   |
| 10.           | «Do You Really Want to Rock?» (interpretat per Frankie B.)             | 5:26   |
| 11.           | «New Love» (interpretat per Keith Robinson)                            | 4:33   |
| 12.           | «Temptation» (interpretat per Najee)                                   | 2:16   |
| Durada total: | Durada total:                                                          | 52:43  |

## Estrena
Def by Temptation es va estrenar als cinemes l'11 de maig de 1990 i va guanyar 54.582 $ en onze sales. Al final de la seva tirada, la pel·lícula va recaptar 2.218.579 $.